# TeleRadio Moldova
IPNA Compania TeleRadio-Moldova, meglio nota attraverso l'acronimo TRM, è un'azienda pubblica che gestisce la teleradiodiffusione di Stato in Moldavia. Il suo funzionamento è regolato dal Codice dei servizi di media audiovisivi, adottato l'8 novembre 2018.
Gestisce due emittenti televisive, Moldova 1 e Moldova 2, e quattro emittenti radiofoniche, Radio Moldova, Radio Moldova Tineret, Radio Moldova Muzical e Radio Moldova Internațional. Attraverso il dipartimento TeleFilm-Chişinău cura anche la produzione di documentari e reportage prevalentemente a carattere storico, culturale ed etnografico, mentre attraverso il Centro di formazione continua gestisce la formazione e la qualificazione dei propri dipendenti.
Dal 1993 è membro dell'Unione europea di radiodiffusione (UER).

## Storia
La prima trasmissione radiofonica in Moldavia partì da Bucarest, ad opera di Radio România, il 1º novembre 1928, tuttavia il 30 ottobre 1930 fu installato un trasmettitore a Tiraspol dall'Unione Sovietica per diffondere radiofonicamente propaganda anti-romena. Nel 1936 la propaganda era diffusa in buona parte della Bessarabia, perciò la città di Chișinău offrì a Radio România un edificio per contrastarla, che poi divenne la prima stazione radiofonica moldava.

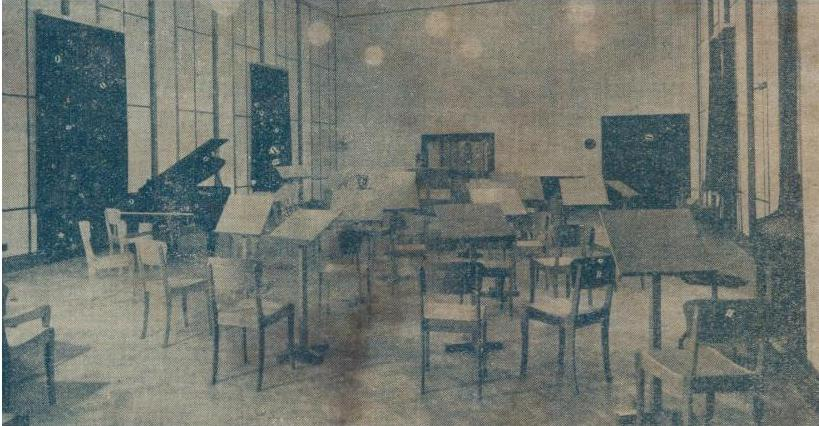
Radio Basarabia nel 1940

Le trasmissioni sperimentali iniziarono nel giugno 1939 e il trasmettitore, installato dalla Marconi, superava di gran lunga quello di Tiraspol, come riportato da Gazeta Basarabiei. La società fu fondata l'8 ottobre 1939 come Radio Basarabia, parte del gruppo Radio România, e la prima trasmissione fu di una funzione religiosa dalla Cattedrale della Natività di Chișinău. La società disponeva di tre studi: il più grande, dedicato a orchestre e cori, il secondo, di medie dimensioni, dedicato ai cantanti e musicisti solisti, e l'ultimo dedicato agli annunciatori e ai lettori.
Durante l'occupazione sovietica della Bessarabia le attrezzature, gli archivi e parte del personale furono portati a Huși, nella Moldavia romena, mentre gli uffici di Chișinău, compreso il trasmettitore, furono distrutti dai sovietici e i dipendenti rimasti lì furono trucidati e gettati in un pozzo.

## Attività

### Televisione
- Moldova 1
- Moldova 2

### Radio
- Radio Moldova
- Radio Moldova Muzical
- Radio Moldova Tineret
- Radio Moldova Internațional